# Nada nuevo
"Nada nuevo" es una canción del cantautor mexicano Christian Nodal lanzada el 15 de febrero de 2019 como el segundo sencillo de su segundo álbum de estudio Ahora (2018). "Nada Nuevo" fue escrito por Nodal y el compositor y productor estadounidense Edgar Barrera.
La canción alcanzó el número uno en la Top 20 General Mexican Songs Chart y el número veintiséis en la lista Billboard Top Latin Songs en los Estados Unidos.

## Posicionamiento en listas
| Lista (2019)                              | Mejor posición |
| ----------------------------------------- | -------------- |
| Mexico Top 20 General (Monitor Latino)    | 1              |
| Estados Unidos (Hot Latin Songs)          | 19             |
| Estados Unidos (Latin Airplay)            | 6              |
| Estados Unidos (Regional Mexican Airplay) | 1              |

### Listas de fin de año
| Lista (2019)                           | Posición |
| -------------------------------------- | -------- |
| Mexico Top 20 General (Monitor Latino) | 15       |
| US Hot Latin Songs (Billboard)         | 75       |